# Sân bay Kemi-Tornio
Sân bay Kemi-Tornio (IATA: KEM, ICAO: EFKE) là một sân bay ở phía Bắc thành phố Kemi, gần thị trấn Lautiosaari, phía Đông Kemijoki (sông Kemi) ở Phần Lan. Sân bay này cách Kemi 6 km và cách thành phố Tornio 18 km.
Sân bay này thuộc sở hữu và do Finavia vận hành. Năm 2005, có 88.000 lượt hành khách sử dụng sân bay này.

## Các hãng hàng không và các tuyến điểm
- Finncomm Airlines (Helsinki)